# スティーヴン・F・ウィンドン
スティーヴン・F・ウィンドン（Stephen F. Windon, ASC, ACS、1959年 - ）は、オーストラリアの撮影監督。

## 来歴
シドニー出身。オーストラリア放送協会にカメラマンとして勤務した後、撮影技師に転身。オーストラリアで映画やテレビドラマの撮影を手がける。
1990年代からハリウッド映画の撮影を手がけ、『ワイルド・スピードX3 TOKYO DRIFT』以降の『ワイルド・スピードシリーズ』の撮影を担当している（『ワイルド・スピード MAX』とスピンオフ作品『ワイルド・スピード/スーパーコンボ』を除く）。
全米撮影監督協会（ASC）とオーストラリア撮影監督協会（ACS）の会員。

## 主なフィルモグラフィー
- モアイの謎 Rapa Nui (1994)
- 遥かなる栄光 In Pursuit of Honor (1995) テレビ映画
- ホーリー・ブライド Hotel de Love (1996)
- ポストマン The Postman (1997)
- ファイアーストーム Firestorm (1998)
- 沈黙の陰謀 The Patriot (1998)
- ディープ・ブルー Deep Blue Sea (1999)
- 南太平洋 South Pacific (2001) テレビ映画
- ダイヤモンド・クエスト カリマンタンの魔神 The Diamond of Jeru (2001) テレビ映画
- タキシード The Tuxedo (2002)
- アナコンダ2 Anacondas: The Hunt for the Blood Orchid (2004)
- 蝋人形の館 House of Wax (2005)
- ワイルド・スピードX3 TOKYO DRIFT The Fast and the Furious: Tokyo Drift (2006)
- デスドール Needle (2010)
- ザ・パシフィック The Pacific (2010) テレビドラマ
- ワイルド・スピード MEGA MAX Fast Five (2011)
- G.I.ジョー バック2リベンジ G.I. Joe: Retaliation (2013)
- ワイルド・スピード EURO MISSION Fast & Furious 6 (2013)
- ワイルド・スピード SKY MISSION Furious 7 (2015)
- スター・トレック BEYOND Star Trek Beyond (2016)
- ワイルド・スピード ICE BREAK The Fate of the Furious (2017)
- ソニック・ザ・ムービー Sonic the Hedgehog (2020)
- ワイルド・スピード/ジェットブレイク Fast & Furious 9 (2020)
- ワイルド・スピード/ファイヤーブースト Fast X (2023)